# Kipyegon Bett
Kipyegon Bett (1º febbraio 1998 – Bomet, 6 ottobre 2024) è stato un mezzofondista keniota, specializzato negli 800 metri piani.
Nel suo palmarès vantava una medaglia di bronzo ai mondiali di Londra 2017, un oro ai mondiali under 20 di Bydgoszcz 2016 e un argento ai mondiali allievi di Cali 2015.

## Biografia
Debuttò a livello internazionale nel 2015, vincendo una medaglia d'argento negli 800 metri piani ai mondiali allievi di Cali in 1'45"86.
L'anno seguente conquistò l'oro ai mondiali under 20 di Bydgoszcz 2016 con un migliore stagionale di 1'44"95, precedendo il connazionale Willy Tarbei (1'45"50) e il marocchino Mostafa Smaili (1'46"02). Nel mese di settembre, all'Internationales Stadionfest, ritoccò il suo personale a 1'43"76.
L'8 agosto 2017, alla finale degli 800 metri piani di Londra 2017, fu in lizza per l'argento sino all'ultimo, ma chiuse la gara in affanno venendo scalzato negli ultimi metri da uno sprint del polacco Adam Kszczot; dovendosi accontentare così del gradino più basso del podio in 1'45"21, seguendo Pierre-Ambroise Bosse (1'44"67) e Kzsczot (1'44"95).
Nell'agosto del 2018 venne sospeso da tutte le competizioni per essersi rifiutato di sottoporsi ad un controllo antidoping. A seguito di ciò e per l'accertato uso di Eritropoietina, nel novembre dello stesso anno venne squalificato per 4 anni.
Bett è morto il 6 ottobre 2024, a soli 26 anni, per insufficienza renale.

## Progressione

### 800 metri piani
| Stagione | Risultato | Luogo   | Data      | Rank. Mond. |
| -------- | --------- | ------- | --------- | ----------- |
| 2017     | 1'44"04   | Nairobi | 24-6-2017 |             |
| 2016     | 1'43"76   | Berlino | 3-9-2016  |             |
| 2015     | 1'44"55   | Nairobi | 17-6-2015 |             |
| 2014     | 1'52"45   | Nairobi | 25-6-2014 |             |

## Palmarès
| Anno | Manifestazione    | Sede      | Evento      | Risultato | Prestazione | Note                                     |
| ---- | ----------------- | --------- | ----------- | --------- | ----------- | ---------------------------------------- |
| 2015 | Mondiali allievi  | Cali      | 800 m piani | Argento   | 1'45"86     |                                          |
| 2016 | Mondiali under 20 | Bydgoszcz | 800 m piani | Oro       | 1'44"95     | Miglior prestazione personale stagionale |
| 2017 | IAAF World Relays | Nassau    | 4×800 m     | Argento   | 7'13"70     |                                          |
| 2017 | Mondiali          | Londra    | 800 m piani | Bronzo    | 1'45"21     |                                          |

## Campionati nazionali
2014
- 7º ai campionati kenioti juniores, 800 m piani - 1'52"45

## Altre competizioni internazionali
2016
- Argento al Memorial Van Damme ( Bruxelles), 800 m piani - 1'44"44
- Argento all'ISTAF Berlin ( Berlino), 800 m piani - 1'43"76

2017
- Argento al Meeting de Paris ( Parigi), 800 m piani - 1'44"36
- Oro allo Shanghai Golden Grand Prix ( Shanghai), 800 m piani - 1'44"70
- 4º al Memorial Van Damme ( Bruxelles), 800 m piani - 1'45"21
- Argento al Golden Gala ( Roma), 800 m piani - 1'46"00

2018
- 5º al Bauhaus-Galan ( Stoccolma), 1000 m piani - 2'16"98
- 4º al Prefontaine Classic ( Eugene), 800 m piani - 1'46"46
- 8º al Golden Gala ( Roma), 800 m piani - 1'46"93
- 10º alla Doha Diamond League ( Doha), 800 m piani - 1'48"32